# Lis tybetański
Lis tybetański (Vulpes ferrilata) – gatunek drapieżnego ssaka z rodziny psowatych.

## Taksonomia
Po raz pierwszy gatunek opisał Brian Houghton Hodgson w 1842 na łamach The journal of the Asiatic Society of Bengal. Holotyp pochodził z Lhasy; seria typowa liczyła 4 okazy. Gatunek monotypowy. Kariotyp 2n=36.

## Występowanie
Górskie stepy do wysokości 5300 m n.p.m. na Wyżynie Tybetańskiej, w Indiach, Chinach i Nepalu.

## Morfologia
Są to stosunkowo małe lisy o miękkiej, gęstej sierści, wąskim pysku i puszystym ogonie. Kufa, ciemię, szyja, grzbiet oraz dolna część nóg mają barwę od jasnobrązowej po rdzawą. Policzki, boki ciała, górna część nóg oraz zad są szare, podobnie jak ogon, który wyróżnia się jednak białym zakończeniem. Stosunkowo krótkie uszy cechuje białe wnętrze. Spód ciała ma barwę od białego po jasnoszarą. Długość ciała: 49–61 cm, 22–29. Długość ciała 50–70 cm, masa ciała 3–4,6 kg.

## Ekologia i zachowanie
Środowiskiem życia lisów tybetańskich są wyżynne równiny i zbocza, położone od około 2500 do 5200 m n.p.m. W znacznej części jego zasięgu występowania spotyka się górskie łąki i stepy, w tym pustynne; wszystkie pozbawione drzew. Klimat jest surowy, temperatury latem osiągają 30 °C, zimą zaś-40 °C. Główne źródło pokarmu tych lisów stanowią szczekuszki (Ochotona) i gryzonie, jak górzaki (Alticola) i chomiczaki (Cricetelus). Zazwyczaj przebywają samotnie; podczas jednego z badań na 90 obserwowanych lisów przypadło 6 par.